# Calder Memorial Trophy

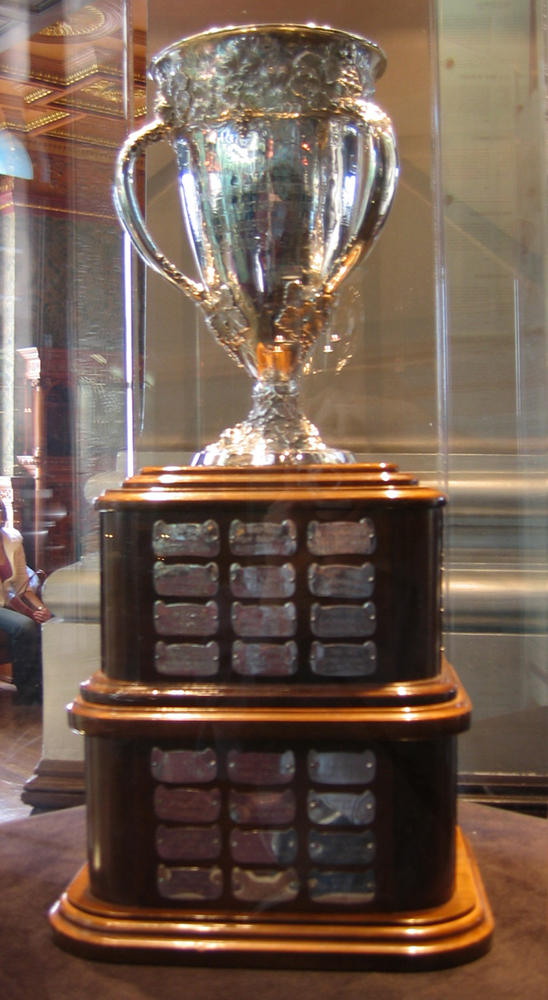
Calder Memorial Trophy.

Calder Memorial Trophy, tidigare Calder Trophy, är ett årligt pris som tilldelas årets bäste nykomling i National Hockey League under grundserien. Årets rookie utses av ishockeyjournalisterna i Professional Hockey Writers' Association.
Utmärkelsen har fått sitt namn efter Frank Calder som var NHL:s president åren 1917–1943.

## Vinnare
Källa: 

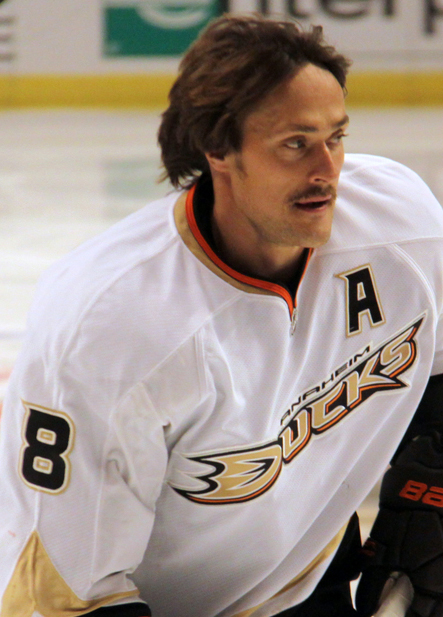
Teemu Selänne är den som har gjort flest poäng (132) och mål (76) av alla rookies i NHL:s historia.

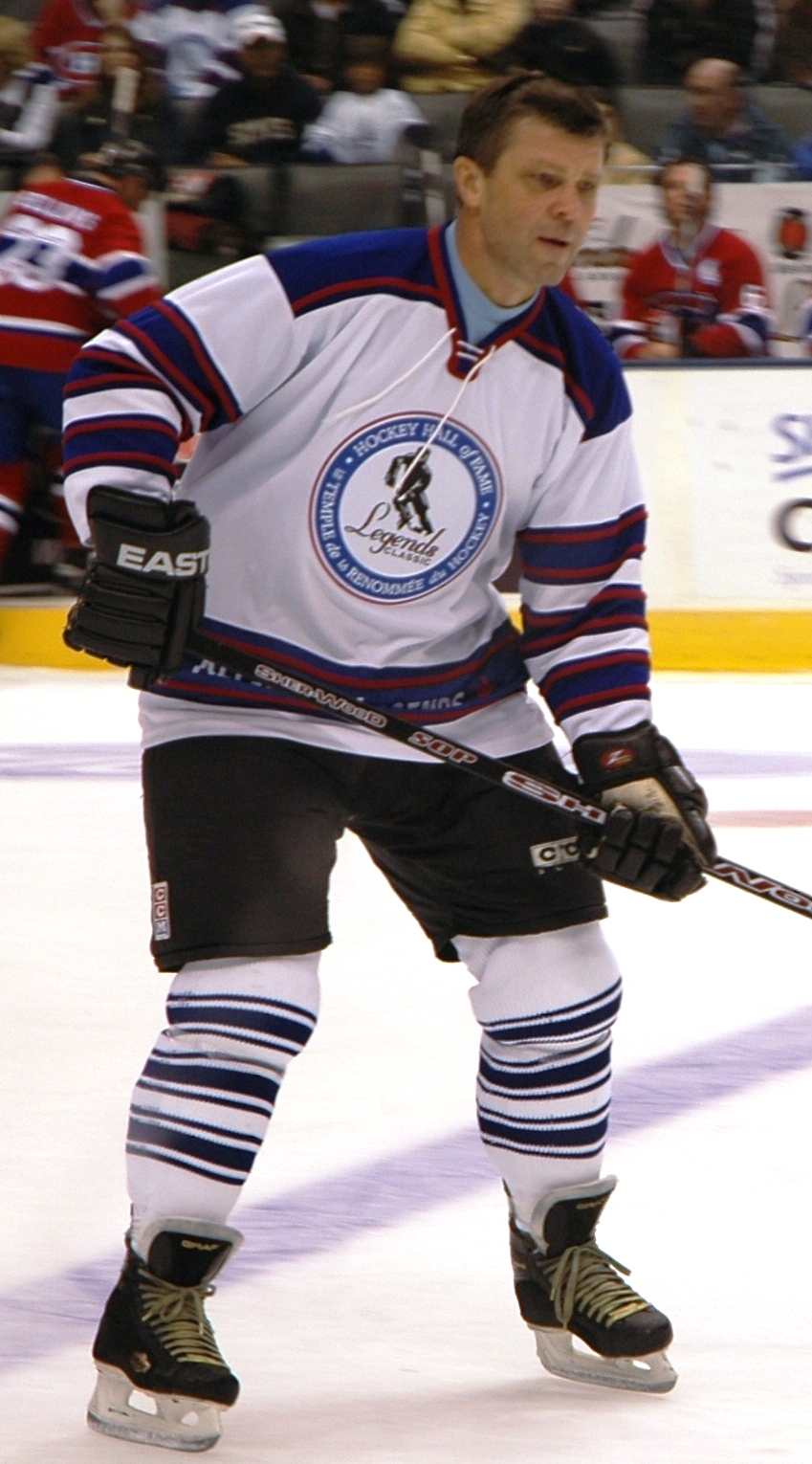
Peter Šťastný är en av två som har gjort flest assists av alla rookies i NHL:s historia, den andra är Joé Juneau, 70 assists vardera.

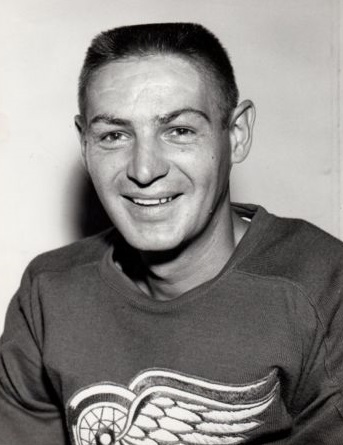
Terry Sawchuk är den som har vunnit flest matcher av alla målvaktsrookies (44).

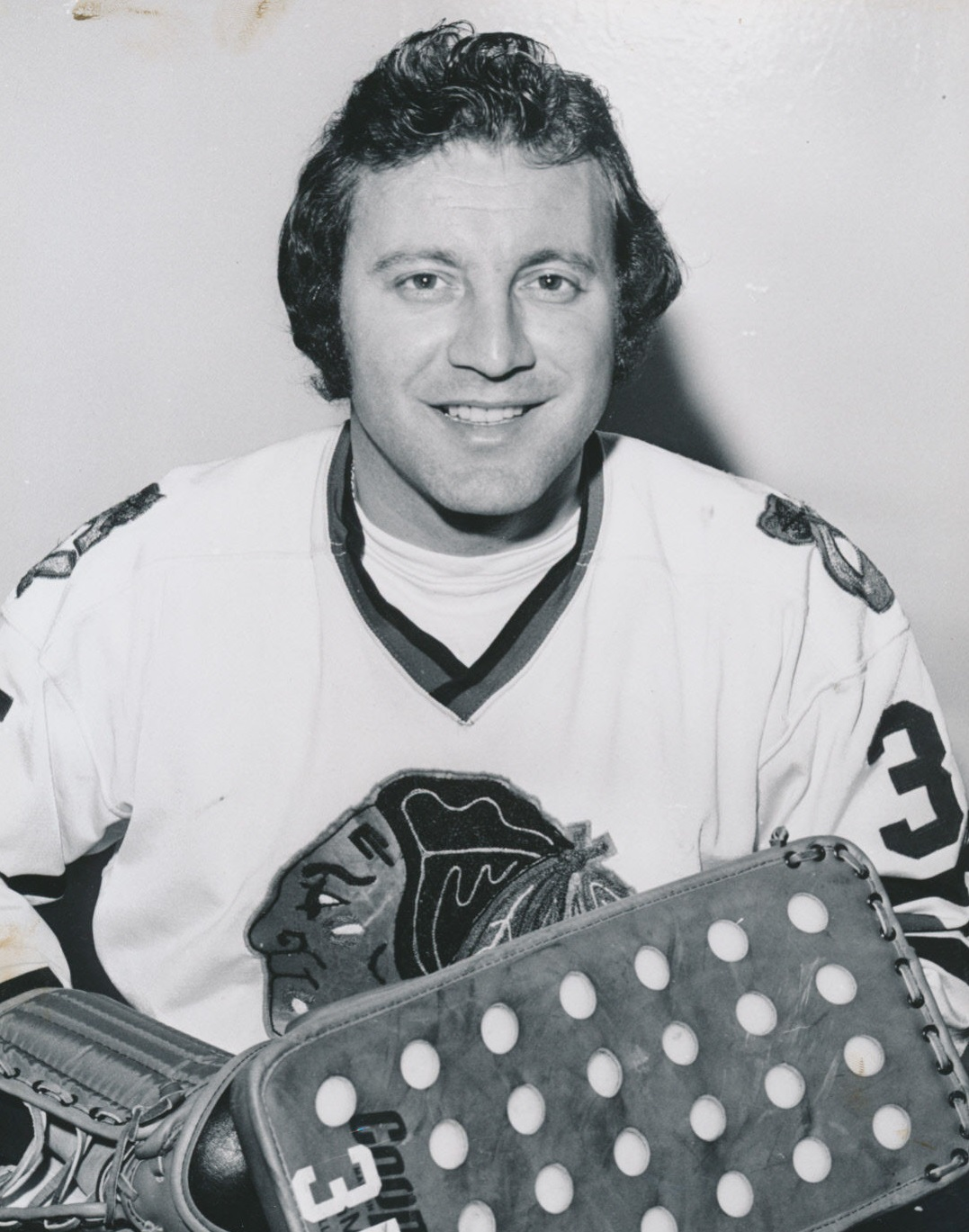
Tony Esposito är den som har hållit nollan flest gånger av alla målvaktsrookies (15).

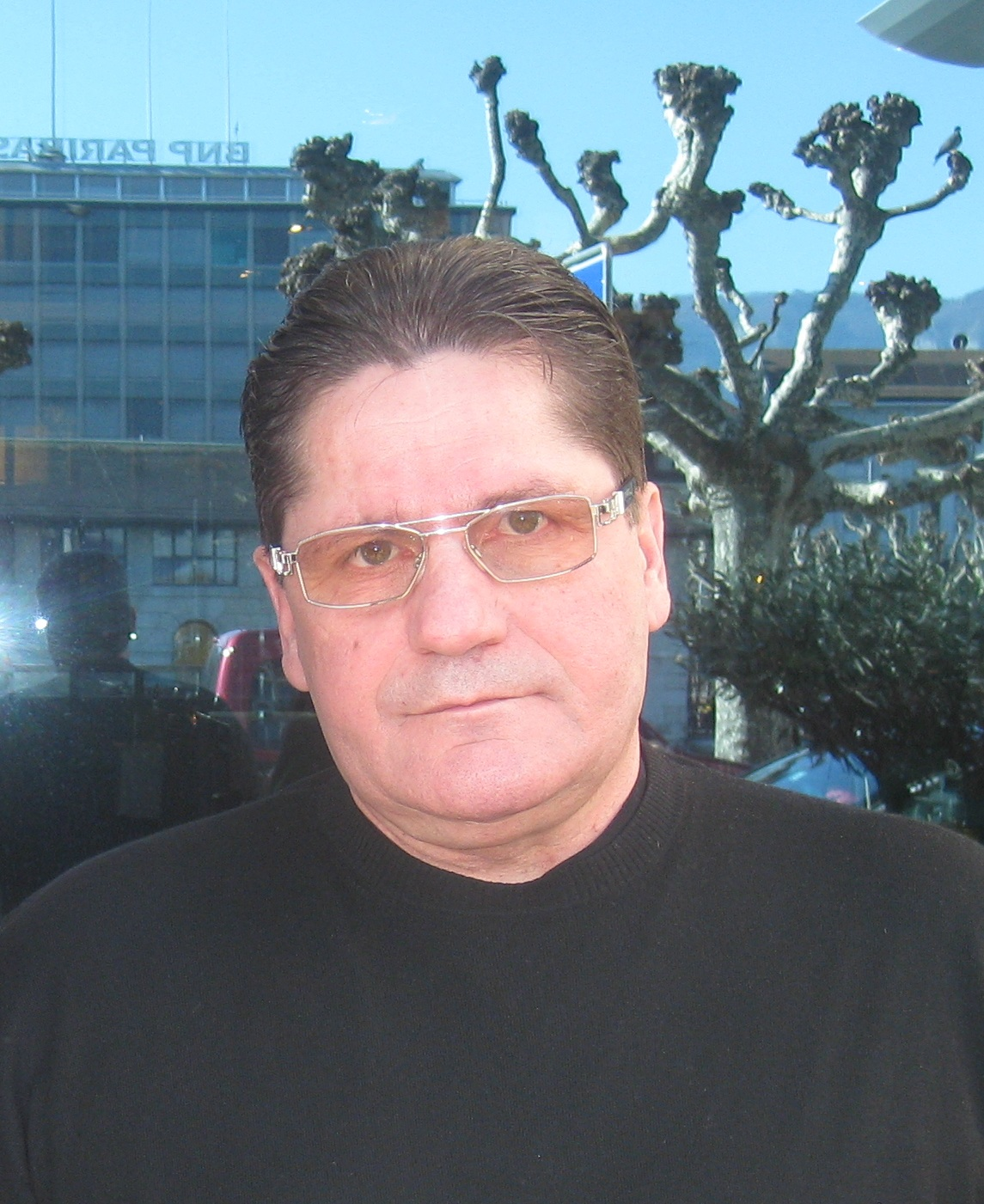
Sergej Makarov är den äldsta spelaren som har vunnit Calder Memorial Trophy. Han var 31 år gammal när det skedde.

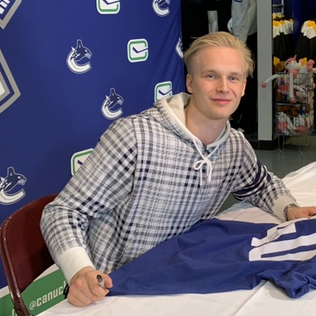
Elias Pettersson är den senaste svensken att vinna Calder Memorial Trophy.

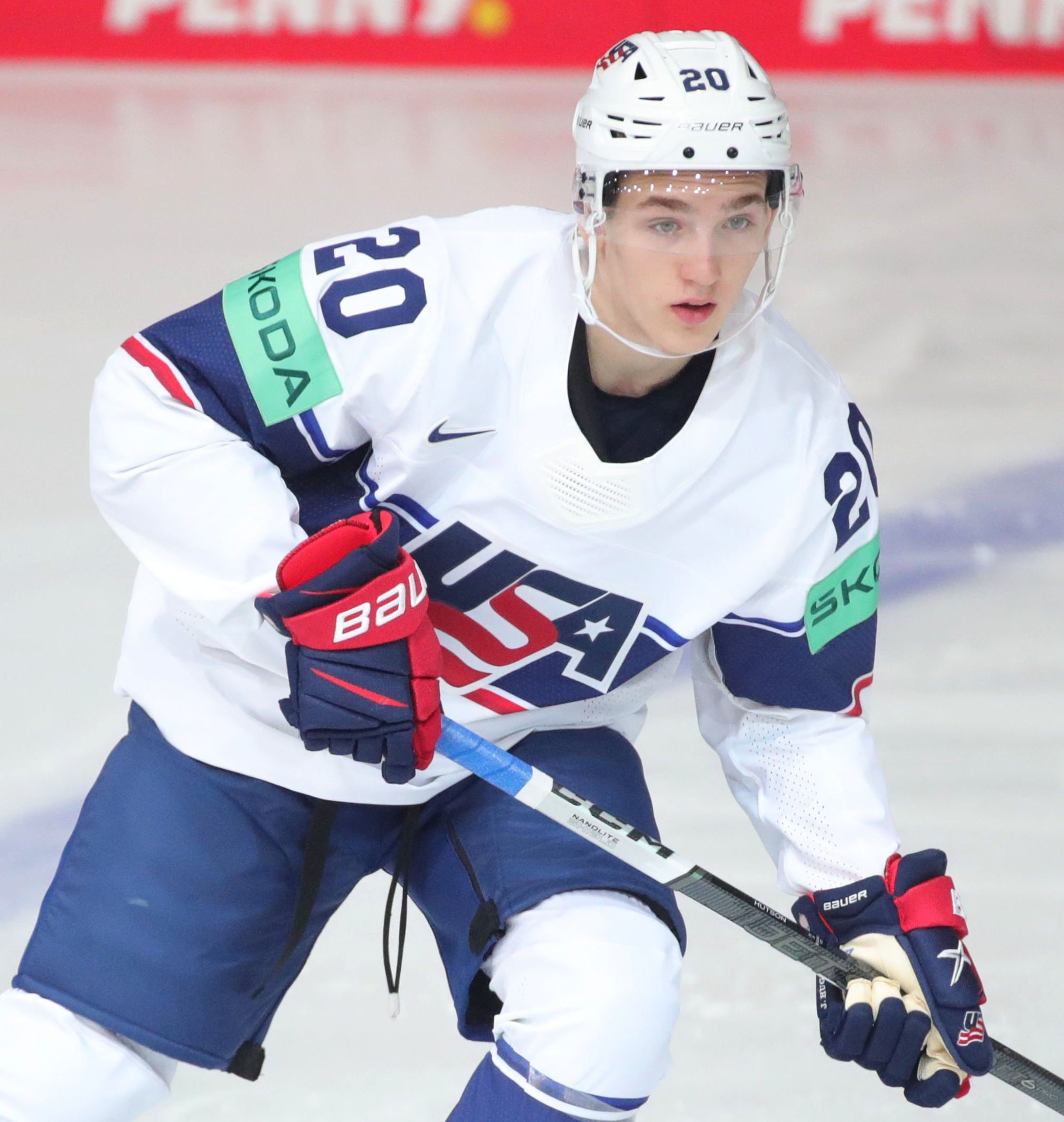
Lane Hutson är den senaste spelaren som har vunnit Calder Memorial Trophy.

1 = Spelaren gick som första draftval.
| Säsong    | Vinnare                            | Lag                                | Ålder                              |                                    |
| --------- | ---------------------------------- | ---------------------------------- | ---------------------------------- | ---------------------------------- |
| 1932–1933 | Carl Voss                          | Detroit Red Wings                  | 25                                 |                                    |
| 1933–1934 | Russ Blinco                        | Montreal Maroons                   | 25                                 |                                    |
| 1934–1935 | Sweeney Schriner                   | New York Americans                 | 22                                 |                                    |
| 1935–1936 | Mike Karakas                       | Chicago Black Hawks                | 23                                 |                                    |
| 1936–1937 | Syl Apps                           | Toronto Maple Leafs                | 21                                 |                                    |
| 1937–1938 | Cully Dahlstrom                    | Chicago Black Hawks                | 24                                 |                                    |
| 1938–1939 | Frank Brimsek                      | Boston Bruins                      | 24                                 |                                    |
| 1939–1940 | Kilby MacDonald                    | New York Rangers                   | 25                                 |                                    |
| 1940–1941 | Johnny Quilty                      | Montreal Canadiens                 | 19                                 |                                    |
| 1941–1942 | Grant Warwick                      | New York Rangers                   | 19                                 |                                    |
| 1942–1943 | Gaye Stewart                       | Toronto Maple Leafs                | 19                                 |                                    |
| 1943–1944 | Gus Bodnar                         | Toronto Maple Leafs                | 20                                 |                                    |
| 1944–1945 | Frank McCool                       | Toronto Maple Leafs                | 25                                 |                                    |
| 1945–1946 | Edgar Laprade                      | New York Rangers                   | 25                                 |                                    |
| 1946–1947 | Howie Meeker                       | Toronto Maple Leafs                | 21                                 |                                    |
| 1947–1948 | Jim McFadden                       | Detroit Red Wings                  | 27                                 |                                    |
| 1948–1949 | Pentti Lund                        | New York Rangers                   | 22                                 |                                    |
| 1949–1950 | Jack Gelineau                      | Boston Bruins                      | 24                                 |                                    |
| 1950–1951 | Terry Sawchuk                      | Detroit Red Wings                  | 20                                 |                                    |
| 1951–1952 | Bernie Geoffrion                   | Montreal Canadiens                 | 20                                 |                                    |
| 1952–1953 | Gump Worsley                       | New York Rangers                   | 23                                 |                                    |
| 1953–1954 | Camille Henry                      | New York Rangers                   | 20                                 |                                    |
| 1954–1955 | Ed Litzenberger                    | Chicago Black Hawks                | 22                                 |                                    |
| 1955–1956 | Glenn Hall                         | Detroit Red Wings                  | 23                                 |                                    |
| 1956–1957 | Larry Regan                        | Boston Bruins                      | 26                                 |                                    |
| 1957–1958 | Frank Mahovlich                    | Toronto Maple Leafs                | 19                                 |                                    |
| 1958–1959 | Ralph Backstrom                    | Montreal Canadiens                 | 20                                 |                                    |
| 1959–1960 | Bill Hay                           | Chicago Black Hawks                | 23                                 |                                    |
| 1960–1961 | Dave Keon                          | Toronto Maple Leafs                | 20                                 |                                    |
| 1961–1962 | Bobby Rousseau                     | Montreal Canadiens                 | 21                                 |                                    |
| 1962–1963 | Kent Douglas                       | Toronto Maple Leafs                | 26                                 |                                    |
| 1963–1964 | Jacques Laperrière                 | Montreal Canadiens                 | 21                                 |                                    |
| 1964–1965 | Roger Crozier                      | Detroit Red Wings                  | 22                                 |                                    |
| 1965–1966 | Brit Selby                         | Toronto Maple Leafs                | 20                                 |                                    |
| 1966–1967 | Bobby Orr                          | Boston Bruins                      | 18                                 |                                    |
| 1967–1968 | Derek Sanderson                    | Boston Bruins                      | 21                                 |                                    |
| 1968–1969 | Danny Grant                        | Minnesota North Stars              | 23                                 |                                    |
| 1969–1970 | Tony Esposito                      | Chicago Black Hawks                | 26                                 |                                    |
| 1970–1971 | Gilbert Perreault1                 | Buffalo Sabres                     | 19                                 |                                    |
| 1971–1972 | Ken Dryden                         | Montreal Canadiens                 | 24                                 |                                    |
| 1972–1973 | Steve Vickers                      | New York Rangers                   | 21                                 |                                    |
| 1973–1974 | Denis Potvin1                      | New York Islanders                 | 19                                 |                                    |
| 1974–1975 | Eric Vail                          | Atlanta Flames                     | 20                                 |                                    |
| 1975–1976 | Bryan Trottier                     | New York Islanders                 | 19                                 |                                    |
| 1976–1977 | Willi Plett                        | Atlanta Flames                     | 21                                 |                                    |
| 1977–1978 | Mike Bossy                         | New York Islanders                 | 20                                 |                                    |
| 1978–1979 | Bobby Smith1                       | Minnesota North Stars              | 20                                 |                                    |
| 1979–1980 | Ray Bourque                        | Boston Bruins                      | 19                                 |                                    |
| 1980–1981 | Peter Šťastný                      | Quebec Nordiques                   | 24                                 |                                    |
| 1981–1982 | Dale Hawerchuk1                    | Winnipeg Jets                      | 18                                 |                                    |
| 1982–1983 | Steve Larmer                       | Chicago Black Hawks                | 21                                 |                                    |
| 1983–1984 | Tom Barrasso                       | Buffalo Sabres                     | 18                                 |                                    |
| 1984–1985 | Mario Lemieux1                     | Pittsburgh Penguins                | 19                                 |                                    |
| 1985–1986 | Gary Suter                         | Calgary Flames                     | 21                                 |                                    |
| 1986–1987 | Luc Robitaille                     | Los Angeles Kings                  | 20                                 |                                    |
| 1987–1988 | Joe Nieuwendyk                     | Calgary Flames                     | 21                                 |                                    |
| 1988–1989 | Brian Leetch                       | New York Rangers                   | 20                                 |                                    |
| 1989–1990 | Sergej Makarov                     | Calgary Flames                     | 31                                 |                                    |
| 1990–1991 | Ed Belfour                         | Chicago Blackhawks                 | 25                                 |                                    |
| 1991–1992 | Pavel Bure                         | Vancouver Canucks                  | 20                                 |                                    |
| 1992–1993 | Teemu Selänne                      | Winnipeg Jets                      | 22                                 |                                    |
| 1993–1994 | Martin Brodeur                     | New Jersey Devils                  | 21                                 |                                    |
| 1994–1995 | Peter Forsberg                     | Quebec Nordiques                   | 21                                 |                                    |
| 1995–1996 | Daniel Alfredsson                  | Ottawa Senators                    | 22                                 |                                    |
| 1996–1997 | Bryan Berard1                      | New York Islanders                 | 19                                 |                                    |
| 1997–1998 | Sergei Samsonov                    | Boston Bruins                      | 19                                 |                                    |
| 1998–1999 | Chris Drury                        | Colorado Avalanche                 | 22                                 |                                    |
| 1999–2000 | Scott Gomez                        | New Jersey Devils                  | 19                                 |                                    |
| 2000–2001 | Jevgenij Nabokov                   | San Jose Sharks                    | 25                                 |                                    |
| 2001–2002 | Dany Heatley                       | Atlanta Thrashers                  | 20                                 |                                    |
| 2002–2003 | Barret Jackman                     | St. Louis Blues                    | 21                                 |                                    |
| 2003–2004 | Andrew Raycroft                    | Boston Bruins                      | 23                                 |                                    |
| 2004–2005 | Ingen vinnare på grund av lockout. | Ingen vinnare på grund av lockout. | Ingen vinnare på grund av lockout. | Ingen vinnare på grund av lockout. |
| 2005–2006 | Aleksandr Ovetjkin1                | Washington Capitals                | 20                                 |                                    |
| 2006–2007 | Jevgenij Malkin                    | Pittsburgh Penguins                | 20                                 |                                    |
| 2007–2008 | Patrick Kane1                      | Chicago Blackhawks                 | 19                                 |                                    |
| 2008–2009 | Steve Mason                        | Columbus Blue Jackets              | 21                                 |                                    |
| 2009–2010 | Tyler Myers                        | Buffalo Sabres                     | 20                                 |                                    |
| 2010–2011 | Jeff Skinner                       | Carolina Hurricanes                | 19                                 |                                    |
| 2011–2012 | Gabriel Landeskog                  | Colorado Avalanche                 | 19                                 |                                    |
| 2012–2013 | Jonathan Huberdeau                 | Florida Panthers                   | 19                                 |                                    |
| 2013–2014 | Nathan MacKinnon1                  | Colorado Avalanche                 | 18                                 |                                    |
| 2014–2015 | Aaron Ekblad1                      | Florida Panthers                   | 19                                 |                                    |
| 2015–2016 | Artemij Panarin                    | Chicago Blackhawks                 | 24                                 |                                    |
| 2016–2017 | Auston Matthews1                   | Toronto Maple Leafs                | 19                                 |                                    |
| 2017–2018 | Mathew Barzal                      | New York Islanders                 | 21                                 |                                    |
| 2018–2019 | Elias Pettersson                   | Vancouver Canucks                  | 20                                 |                                    |
| 2019–2020 | Cale Makar                         | Colorado Avalanche                 | 21                                 |                                    |
| 2020–2021 | Kirill Kaprizov                    | Minnesota Wild                     | 24                                 |                                    |
| 2021–2022 | Moritz Seider                      | Detroit Red Wings                  | 21                                 |                                    |
| 2022–2023 | Matty Beniers                      | Seattle Kraken                     | 20                                 |                                    |
| 2023–2024 | Connor Bedard                      | Chicago Blackhawks                 | 18                                 |                                    |
| 2024–2025 | Lane Hutson                        | Montreal Canadiens                 | 21                                 |                                    |